# Aussurucq
Aussurucq (tiếng Basque: Altzürükü) là một xã thuộc tỉnh Pyrénées-Atlantiques trong vùng Aquitaine ở tây nam nước Pháp. Xã này nằm ở khu vực có độ cao trung bình 209 mét trên mực nước biển. Xã nằm trong Tỉnh của Pháp|tỉnh cũ]] Soule.